# Refugio de Vida Silvestre Marino Costero Pacoche
Das Refugio de Vida Silvestre Marino Costero Pacoche befindet sich an der Pazifikküste von Ecuador. Das 315,45 km² große Schutzgebiet wurde am 2. September 2008 mittels des Acuerdo Ministerial N° 131 und des Registro Oficial N° 444 vom 13. Oktober 2008 eingerichtet.

## Lage
Das Refugio de Vida Silvestre Marino Costero Pacoche befindet sich an der Pazifikküste der Provinz Manabí. Die Schutzgebietsfläche teilt sich auf in 50,45 km² Landfläche sowie etwa 85 km² Wasserfläche vor der Küste. Das Areal befindet sich in den Kantonen Manta und Montecristi. Es besitzt eine etwa 25 km lange Küstenlinie. Im Norden liegt das Cabo de San Lorenzo. Das Schutzgebiet befindet sich knapp 25 km westsüdwestlich der Hafenstadt Manta. Angrenzende Orte sind San Lorenzo, Río Cañas, Las Piñas und Santa Rosa.

## Ökologie
Der Festlandsteil des Schutzgebietes reicht bis auf eine Höhe von 363 m. Er umfasst hauptsächlich tropische Trockenwälder. Die geologischen Gesteinsformationen San Mateo, Canoa und Tablazo stammen aus der Kreidezeit. Darüber befinden sich Sedimente aus dem Quartär. Das Cabo de San Lorenzo besteht zum Teil aus Basaltgestein. Zu den Säugetieren im Areal gehören der Mantelbrüllaffe, der Ecuador-Kapuzineraffe, Pardelkatzen, das Neunbinden-Gürteltier, der Weißwedelhirsch, Hörnchen, Faultiere und Ameisenbären. Die Vogelwelt ist mit mehr als 200 Arten vertreten. Die Küstengewässer sind meist nur 50 m tief. Dort leben mindestens 40 verschiedene Fischarten, darunter Brotula clarkae aus der Familie der Bartmännchen, die Schuppengroppe, die Sägebarsch-Gattung Paralabrax (perela) und die Zackenbarsch-Gattung Epinephelus (cherna). Außerdem werden die Küstengewässer von Buckelwalen und verschiedenen Delfinen besucht.